# 863
Раннє Середньовіччя  •  Епоха вікінгів  •  Золота доба ісламу  •  Реконкіста

## Геополітична ситуація
У Східній Римській імперії триває правління Михаїла III. Володіння Каролінгів розділені на 4 королівства: Західно-Франкське королівство,  Східно-франкське королівство, Лотарингію, Італію. Північ Італії належить Італійському королівству, Рим і Равенна під управлінням Папи Римського, герцогства на південь від Римської області незалежні, деякі області на півночі та на півдні належать Візантії. Піренейський півострів, окрім Королівства Астурія та Іспанської марки, займає Кордовський емірат. Вессекс підпорядкував собі більшу частину Англії, почалося вторгнення данів.  Існують слов'янські держави: Перше Болгарське царство, Велика Моравія, Блатенське князівство.
Аббасидський халіфат очолює аль-Мустаїн. У Китаї править династія Тан. Значними державами Індії є Пала, Пратіхара, Чола. В Японії триває період Хей'ан. Хозарський каганат підпорядкував собі кочові народи на великій степовій території між Азовським морем та Аралом. Територію на північ від Китаю захопили єнісейські киргизи.
На території лісостепової України в IX столітті літописці згадують слов'янські племена білих хорватів, бужан, волинян, деревлян, дулібів, полян, сіверян, тиверців, уличів. У Північному Причорномор'ї співіснують різні кочові племена, зокрема булгари, хозари, алани, тюрки, угри, кримські готи. Херсонес Таврійський належить Візантії. У Києві правлять Аскольд і Дір.

## Події

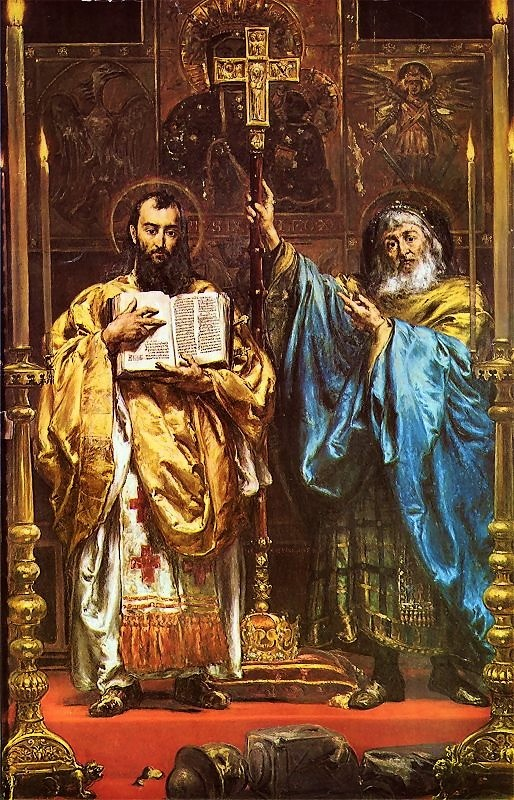
Кирило і Мефодій. Картина Яна Майтейка

- Після смерті короля Провансу Карла його королівство розділили брати.
- Місто-порт Дорестад востаннє розгромили вікінги. Після цього його згадка у літописах не зустрічається.
- Візантійські проповідники Кирило та Мефодій прибули до Великої Моравії.
- Папа Римський Миколай I відлучив від церкви константинопольського патріарха Фотія. Це рішення було зумовлене попереднім зміщенням з катедри патріарха Ігнатія та втручанням візантійської світської влади у справи церкви.
- Візантійсько-арабська битва при Лалакаоні.